# A harag napja (színdarab)
A harag napja Schilling Árpád 2015-ben, a Trafó – Kortárs Művészetek Házában bemutatott darabja. A darabot Sándor Mária, a „feketeruhás nővér” kálváriája inspirálta.

## Cselekmény
|  | Alább a cselekmény részletei következnek! |

A darab középpontjában egy ápolónő és családja (anyja és lánya) áll. A nővér darab elején, csakúgy, mint Sándor Klára, nyilvánosan is kimondja: a magyar egészségügy rossz állapotban van. A miniszter kitünteti, majd megszünteti a csecsemőosztályt, ahol a nővér dolgozik. Akik korábban támogatásukról biztosították a nővért, nem állnak mellé. Kénytelen takarítónőként dolgozni. Otthon anyja állandóan korholja, a lánya csak magával törődik. A nővér hiábavaló kísérleteket tesz arra, hogy kezébe vegye sorsa irányítását, a külső körülmények és belső hiányosságai miatt újra és újra elbukik, egyre mélyebbre csúszva.
|  | Itt a vége a cselekmény részletezésének! |

## Alkotók
A darabot társszerzőként jegyzi Zabezsinszkij Éva és a társulat. A bemutatón a darabban Sárosdi Lilla, Láng Annamária, Rába Roland, Meszléry Judit, Kovács Kata Milla játszották a szerepeket, a rendező Schilling Árpád volt. A nemzetközi bemutató 2015. november 11-én Athénban, az Onassis Kulturális Központban, a magyarországi november 30-án a Trafóban volt.
„Egyre kevésbé látom a szolidaritás nyomait. Egyre több a szabály, a parancs és a büntetés. Az emberek, mint a gépek igyekeznek megfelelni valamiféle felsőbb akaratnak. Akik szóvá teszik a disznóságot, magukra maradnak. A HSBC svájci bank adóelkerüléssel biztosít menedéket a diktátorok pénzének. A német kancellár igazából a német nagyvállalatok befektetéseit félti, s ezért nyíltan nem konfrontálódik Oroszországgal. Vége a nyugati demokráciák demokratikus hitelének, egyetlen szempont számít: a pénz. A meggyőződéses demokraták lúzerek az egész világon. Aki békés megoldásokban gondolkodik, az elszigetelődik, és nevetség tárgyává válik” – írta Schilling Árpád a darabról.